# Сеннаріоло
Сеннаріоло (італ. Sennariolo, сард. Sennariolo) — муніципалітет в Італії, у регіоні Сардинія,  провінція Ористано.
Сеннаріоло розташоване на відстані близько 380 км на південний захід від Рима, 125 км на північний захід від Кальярі, 36 км на північ від Ористано.
Населення — 183 особи (2014).
Покровитель — Андрій Первозваний.

## Демографія
Населення за роками:

Станом на 1 січня 2023 року в муніципалітеті офіційно проживало 5 іноземців з 3 країн, серед них 5 громадян країн Євросоюзу.

## Сусідні муніципалітети
- Кульєрі
- Флуссіо
- Скано-ді-Монтіферро
- Трезнурагес